# Sayun (huyện)
Huyện Sayun là một huyện thuộc tỉnh Hadramawt, Yemen. Đến thời điểm năm 2003, huyện này có dân số 102409 người